# Obolkinaella genkali
Obolkinaella genkali är en plattmaskart som beskrevs av Timoshkin OA 200. Obolkinaella genkali ingår i släktet Obolkinaella och familjen Rhynchokarlingiidae. Inga underarter finns listade i Catalogue of Life.